# Zoratama
Zoratama fue una mujer indígena Muisca que contribuyó a la victoria de los conquistadores españoles del siglo XVI en territorio de la actual Colombia. Vivió en Pasca, Cundinamarca y fue amante del conquistador Lázaro Fonte.
Zoratama también es el nombre de una vereda (zona rural) de Pasca.